# Lunay
Jefnier Osorio Moreno (Corozal, 4 de octubre de 2000), conocido por su nombre artístico Lunay, es un cantante y compositor puertorriqueño de reggaetón. Ganó reconocimiento por la remezcla de su canción «Soltera» con Daddy Yankee y Bad Bunny, además de otras canciones como «A solas», «La cama», «Aventura» y su más reciente éxito, «No te quieren conmigo» junto a Luar La L.

## Biografía
Osorio nació en Corozal, Puerto Rico, el 4 de octubre de 2000. Sus padres son Jennifer Moreno y Máximo Osorio. Tiene un hermano mayor, una hermana menor y una hermanastra.
Actualmente se encuentra soltero De pequeño tenía pasión por el fútbol, y fue debido a ese deporte que surgió su interés por la música. Jugaba al deporte alrededor de los once y doce años y estuvo por mucho tiempo en la «travesía del deporte», pero la  música lo satisfacía más.

## Carrera
A los 14-15 años de edad empezó a subir videos en Facebook de él haciendo freestyle rap, que recibieron una buena aceptación. Poco después, se unió a la plataforma SoundCloud en la que publicaba pequeños proyectos bajo su nombre de pila, mientras trabajaba en la agencia de modelaje Likuid. Desde ese momento se enfocó en la industria musical de una manera más seria, bajo su nombre de pila, Jefnier Osorio, presentó una versión propia del tema Panda de Desiigner, titulado "Un Panda muy diferente".
En el 2017 lanzó en la plataforma la canción «Aparentas» junto con el también freestyler Mvrio. La canción atrajo gran cantidad de reproducciones y llamó el interés de los productores Chris Jeday y Gaby Music con quienes firmó un contrato en 2018. Luego de ello decidió usar Lunay como su nombre, para que fuera «algo más claro» y ha comentado que el nombre no tiene un significado como tal. El contrato le permitió participar en colaboraciones con cantantes como Anuel AA y Ozuna en «A solas» y «Luz Apaga» respectivamente. Logró mayor repercusión musical con el lanzamiento de la canción «Soltera» en febrero de 2019, del cual más tardé lanzó un remix junto con Bad Bunny y Daddy Yankee.
En los Premios Latin American Music del 2019, obtuvo el premio Nuevo Artista del Año. El 25 de octubre del mismo año lanzó su álbum debut titulado Épico bajo la discográfica Star Island, el cual contiene colaboraciones con cantantes como Anuel AA y Ozuna en «Aventura» y Wisin & Yandel en «Mi favorita». El álbum se posicionó en el puesto dos de Top Latin Albums y Latin Rhythm Albums de Billboard.

## Estilo musical
Sobre su estilo musical, ha comentado que sus canciones no fomentan la violencia ni denigran a las mujeres. En una entrevista con Los 40 expresó: «No necesariamente, aunque esté en este mundo de la música urbana tengo que estar fomentando la violencia lo que es estar en contra del propósito de Dios. Simplemente hago lo que me gusta y yo sé la relación que tengo con Él». También ha comentado que le gusta el rap americano y quisiera «fusionar el sazón de Puerto Rico con la música de cantantes como Drake y Rihanna».

## Discografía
Álbumes de estudio
- 2019: Épico
- 2021: El Niño

## Premios y nominaciones
Premios Juventud
| Año  | Nominado                 | Galardón                          | Resultado |
| ---- | ------------------------ | --------------------------------- | --------- |
| 2019 | Él Mismo                 | On The Rise (Best New Influencer) | Ganador   |
| 2020 | Él Mismo                 | Breaking the Internet             | Ganador   |
| 2020 | Él Mismo                 | The New Generation - Male         | Ganador   |
| 2021 | Él Mismo                 | Male Youth Artist of the Year     | Nominado  |
| 2021 | Top Gone (ft. Lil Mosey) | Colaboración OMG                  | Nominado  |

Premio Lo Nuestro
| Año  | Nominado                                                                   | Galardón                | Resultado |
| ---- | -------------------------------------------------------------------------- | ----------------------- | --------- |
| 2020 | Él Mismo                                                                   | Nuevo Artista Masculino | Ganador   |
| 2020 | Soltera (Remix) (ft. Daddy Yankee & Bad Bunny)                             | Remix del Año           | Ganador   |
| 2021 | La Cama (Remix) (ft. Myke Towers, Ozuna, Chencho Corleone & Rauw Alejandro | Remix del Año           | Nominado  |

Latin American Music Awards
| Año  | Nominado | Galardón              | Resultado |
| ---- | -------- | --------------------- | --------- |
| 2019 | Él Mismo | Nuevo Artista del Año | Ganador   |

Premios Tu Música Urbano
| Año  | Nominado                                                             | Galardón                              | Resultado |
| ---- | -------------------------------------------------------------------- | ------------------------------------- | --------- |
| 2020 | Él Mismo                                                             | Top Revelación - Masculino            | Ganador   |
| 2020 | Soltera (Remix) (ft. Daddy Yankee & Bad Bunny)                       | Video del Año                         | Nominado  |
| 2020 | Soltera (Remix) (ft. Daddy Yankee & Bad Bunny)                       | Canción del Año                       | Nominado  |
| 2020 | Soltera (Remix) (ft. Daddy Yankee & Bad Bunny)                       | Remix del Año - New Generation        | Ganador   |
| 2020 | Mi Error (Remix) (ft. Eladio Carrión, Zion & Lennox & Wisin & Yandel | Remix del Año - New Generation        | Nominado  |
| 2020 | Aventura (ft. Anuel AA & Ozuna                                       | Colaboración del Año - New Generation | Nominado  |
| 2020 | Soltera                                                              | Canción del Año - New Generation      | Nominado  |
| 2020 | Épico                                                                | Álbum del Año - New Generation        | Nominado  |
| 2022 | Él Mismo                                                             | Top Rising Star — Masculino           | Nominado  |
| 2022 | Ella (Remix) (ft. Boza, Lenny Tavárez, Juhn & Beéle)                 | Remix del Año                         | Nominado  |

Premios Heat Latin Music
| Año  | Nominado                                             | Galardón                   | Resultado |
| ---- | ---------------------------------------------------- | -------------------------- | --------- |
| 2020 | Él Mismo                                             | Revelación del Año         | Nominado  |
| 2021 | Él Mismo                                             | Mejor Artista Región Norte | Ganador   |
| 2022 | Ella (Remix) (ft. Boza, Lenny Tavárez, Juhn & Beéle) | Mejor Colaboración         | Nominado  |